# ManPower 4
ManPower 4 je estonský hudební kvartet, který spolu s Malcolmem Lincolnem reprezentoval svou zemi na Eurovision Song Contest 2010. Současnými členy jsou Jaanus Saago, Andrei Ozdoba, Mick Pedaja a Kristjan Knight.

## Eurovision Song Contest 2010
Spolu s duem Malcolm Lincoln se ManPower 4 přihlásili do estonského národního kola Eesti Laul 2010 s písní "Siren". Skladba národní kolo vyhrála a následně reprezentovala spolu s kvartetem ManPower 4 Estonsko na Eurovision Song Contest 2010.
Vystoupili prvním semifinále Eurovision Song Contest 2010 dne 25. května 2010 v Oslu, ze kterého se ale nedokázali kvalifikovat.

## Členové
- Jaanus Saago se narodil 16. února 1990 v Kõue, v kraji Harjumaa. Je finalistou třetí řady televizní pěvecké soutěže Eesti otsib superstaari.

- Andrei Ozdoba se narodil 15. října 1986 v Tallinnu. Je také finalistou třetí řady televizní pěvecké soutěže Eesti otsib superstaari.

- Kristjan Knight

- Mick Pedaja vydal v roce 2014 dvé debutové EP nazvané Ärgake.